# Mauritz Johan von Nassau-Siegen
Mauritz Johan von Nassau-Siegen (ur. 17 czerwca 1604 w Dillenburgu, zm. 20 grudnia 1679 w Bedburg-Hau) – holenderski gubernator generalny holenderskiej Brazylii, książę Nassau. 
Był wnukiem Johana VI von Nassau-Dillenburg, młodszego brata Wilhelma I Orańskiego. Ukończył uniwersytety w Bazylei i Genewie. W okresie wojny trzydziestoletniej był dowódcą regimentu. 

## W służbie Kompanii Zachodnioindyjskiej

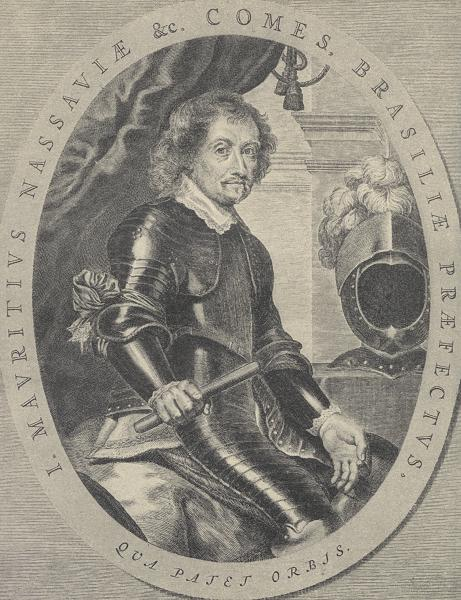

W latach 1636–1644 pełnił funkcję gubernatora generalnego posiadłości holenderskich w Brazylii. Równocześnie objął dowództwo wojsk lądowych i floty Zjednoczonych Prowincji oraz Kompanii Zachodnioindyjskiej, co nastąpiło podczas trwania rozejmu w wojnie Holandii i Francji przeciwko Hiszpanii. 
25 stycznia 1636 hr. Nassau wyruszył na 12 okrętach z 2700 żołnierzami i 40 uczonymi, na kampanię wojenną do Pernambuco. Tam dołączył do 6-tysięcznej armii znajdującej się pod komendą pułkownika Sigismunda von Schkoppego i płk Krzysztofa Arciszewskiego. Przeciwnikiem Holendrów były wojska hrabiego Bagnuolo, stacjonujące w forcie Porto Calvo na pograniczu kapitanii Pernambuco i Bahii. Po skoncentrowaniu wszystkich holenderskich oddziałów Nassau zaatakował pozycje Bagnuolo i po dwutygodniowym oblężeniu zmusił go do kapitulacji.
W 1639 obie strony konfliktu wysłały przeciw sobie silne floty, które starły się w 1640, w pobliżu wyspy Itamaracá na północ od Pernambuco. Po czterech dniach flota holenderska dowodzona przez admirała Willema Loosa pokonała siły hiszpańsko-portugalskie. W 1641 podpisano w Hadze zawieszenie broni. 

## Dalsza działalność w Brazylii
Po rozejmie hr. Nassau zajął się zarządzaniem obszarem kolonii, ogłaszając na jej terytorium swobody religijne i nawiązując dobre stosunki z Indianami; otoczył też opieką portugalskich plantatorów trzciny cukrowej, popierał żydowskich i holenderskich kupców. Wobec niedostatku czarnych niewolników, którzy podczas wojny zbiegli do dżungli w rejony rzeki São Francisco i utworzyli republikę Palmares, zorganizował wyprawę do Angoli po nowych niewolników. Za jego rządów wiele fortów zostało odbudowanych lub wzmocnionych, ożył handel ze Starym Kontynentem (głównie melasą i drewnem). W Recife jako stolicy Nowej Holandii gubernator założył nowe miasto na wysepce Antonio Vaz, nazwane na jego cześć Mauritsstad, gdzie wybudowano pałac Vrijburg z ogrodem botanicznym i zoologicznym. Wspierał wielu naukowców, m.in. przyrodnika Wilhelma Piso i Georga Marggrafa, autorów dzieła Historia naturalis Brasiliae, czy historyka Caspara Berlaeusa, autora Rerum per octenium in Brasilia. 
W 1644 zrezygnował z funkcji gubernatora z powodu redukcji wydatków Kompanii na cele wojenne i powrócił do Europy a jego miejsce zajął Sigismund von Schkoppe.

## Upamiętnienie
Na jego cześć nazwano rodzaj palm Mauritia.